# Sílvio de Abreu
Pour les articles homonymes, voir Abreu.
Silvio Eduardo de Abreu, né le 20 décembre 1942 à São Paulo, est un acteur, réalisateur, auteur et scénariste de séries télévisées et telenovelas brésiliennes.
Parmi les telenovelas brésiliennes à succès dont il est l'auteur, on peut citer Guerra dos Sexos (1983), Rainha da Sucata (1990), A Próxima Vítima (1995), Torre de Babel (1998), Belíssima (2005) ou Passione (2010).